# Карл Вільгельм Фердинанд (герцог Брауншвейг-Вольфенбюттеля)
Карл Вільгельм Фердинанд (нім. Karl Wilhelm Ferdinand; 9 жовтня 1735 — 10 листопада 1806) — герцог Брауншвейг-Вольфенбюттеля в 1780–1806 роках, прусський військовий діяч, учасник Семирічної війни, війни першої антифранцузької коаліції.

## Життєпис

### Військова діяльність
Походив з династії Вельфів, гілки Брауншвейг-Беверн (відгалуження Молодшого Брауншвейзького дому). Син Карла I, герцога Брауншвейг-Вольфенбюттеля, та Філіпіни Шарлотти (доньки прусського короля Фрідріха-Вільгельма I Гогенцоллерна). Народився 1735 року у м.Вольфенбюттель. Здобув домашню освіту, а релігійне виховання від теолога Йоганна Фрідріха Вільгельма Єрузалема, потім багато подорожував і побував в Голландії, Франції, Німеччині та на Близькому Сході.
У 1753 почав військову службу в прусській армії. Брав участь у Семирічній війні під орудою Вільгельма Камберлендського, відзначився в боях при Хастенбеку в 1757 році, Міндені 1759 року і Варбурзі 1760 року. 1764 року пошлюбив представницю Ганноверського дому, отримавши одноразову виплату від британського парламенту в розмірі 80 тис. фунтів стерлінгів та щорічну пенсію в 3 тис. фунтів стерлінгів.
1773 року очолив уряд Брауншвейг-Вольфенбюттеля, оскільки його батько довів державу до банкрутства. Для поповнення скарбниці здав в оренду Великій Британії своє військо для придушення повстання в американських колоніях. 1777 року фактично розлучився з дружиною й жив з коханкою Луїзою фон Гертефельд. У 1778 році брав участь у війні за баварську спадщину в складі прусської армії.

### Герцог
1780 року після смерті батька успадкував трон герцогства Брауншвейг-Вольфенбюттеля. Був успішним правителем і зумів відновити зруйноване Семирічною війною господарство. Спонсорував освітні науки та мистецтва; був покровителем молодого математика Карла Фрідріха Гаусса, заплативши за відвідування університету проти побажань батька.
1784 року вів перемовини з Карлом Августом, герцогом Саксен-Веймар і Саксен-Айзенах, щодо створення союзу малих та середніх князівств Німеччини в противагу Австрії, офіційно цей союз було утворено 1785 року. У 1787 році отримав звання генерал-фельдмаршала Пруссії. Влітку того ж року придушив повстання в Нідерландах, 10 жовтня зайняв Амстердам і відновив владу штатгальтера Вільгельма V Оранського.
У 1792 році призначений головнокомандувачем об'єднаної австро-прусської армії. 25 липня в Кобленці видав відомий маніфест, звернений до французів з погрозами зрівняти Париж, якщо королівській родині буде завдано якоїсь шкоди. Але маніфест спровокував штурм 10 серпня королівського палацу Тюїльрі і падіння монархії у Франції. 19 серпня почав вторгнення до Франції. 2 вересня змусив до капітуляції найважливішу фортецю Верден, але 20 вересня зазнав поразки в битві при Вальмі і через 10 днів віддав наказ про відступ до Австрійських Нідерландів. 1793 року здобув перемогу над французьким військом у битві біля Кайзерслаутерна. У 1794 році склав із себе командування, заявивши, що відчуває себе «морально хворим внаслідок відсутності єдності в діях союзників». У 1795 році брав участь в укладанні Базельського миру. Потім очолив обсерваційний корпус на Везері.
У 1803 році вирушив до Росії, де зробив кроки до російсько-прусського зближення. Того ж року під час медіації в Німеччині приєднав до своїх володінь імперські абатства Ґандерсгайм та Гельмштедт. 1805 року нагороджений орденом Святого Андрія Первозванного. У 1806 році очолив Магдебурзьку піхотну інспекцію й став шефом 21-го піхотного полку.
На початку кампанії 1806 року номінально командував прусською армією, але змушений був прислухатися до думки короля Фрідріха Вільгельма III, генерал-фельдмаршала Віхарда Йоахіма фон Меллендорфа, генерала Фрідріха Вільгельма фон Цастрова і полковника Карла Людвіга фон Пфуля. На самому початку бою 14 жовтня 1806 року під Ауерштедтом був смертельно поранений кулею в око і помер 10 листопада 1806 року біля Альтони (недалеко від Гамбургу). Його поховано у склепі Брауншвейгського собору.

## Родина
Дружина — Августа, донька Фредеріка, принца Уельського
Діти:
- Августа Кароліна Фредеріка Луїза (1764—1788), дружина герцога Фрідріха II Вюртемберзького
- Карл Георг Август (1766—1806), одружений з Луїзою Оранж-Нассауською
- Кароліна Амалія (1768—1821), дружина Георга IV, короля Великої Британії
- Георг (1769—1811)
- Август (1770—1822)
- Фрідріх Вільгельм (1771—1815), генерал пруської армії
- Амелія Кароліна Доротея Луїза (1772—1773).

- 1 бастард